# Jacob A. Marinsky
Jacob Akiba Marinsky (1918 - 1 de septiembre de 2005) fue un químico estadounidense que fue el codescubridor del elemento prometio.
Marinsky nació en Buffalo, New York, y asistió a la Universidad de Buffalo, entrando en la edad de 16 años, y recibió un bachelor's degree en química en 1939.
Durante la Segunda Guerra Mundial fue contratado como un químico para el Proyecto Manhattan, trabajando en los laboratorios Clinton, (actualmente Laboratorio Nacional de Oak Ridge) de 1944 a 1946. En 1945, junto con Lawrence E. Glendenin y Charles D. Coryell, que aislaron previamente un elemento de tierras raras 61 no documentado. Marinsky y Glendenin produjeron prometio tanto por la extracción de los productos de fisión y de bombardear neodimio con neutrones. Ellos lo aislaron mediante cromatografía de intercambio iónico. La publicación de la conclusión se retrasó hasta más tarde debido a la guerra. Marinsky y Glendenin anunciaron el descubrimiento en una reunión de la American Chemical Society en septiembre de 1947. Debido a la sugerencia de la esposa de Coryell, el equipo nombró el nuevo elemento por el mítico Prometeo, que robó fuego de los dioses y fue castigado por la ley por Zeus. También había considerado nombrarlo "clintonium" por la instalación en la que fue aislada.
Marinsky fue uno de los científicos del Proyecto Manhattan que en 1945 firmaron una petición en contra de lanzar una bomba atómica en Japón.
Se reanuda su educación después de la guerra, la obtención de un doctorado Química Nuclear e Inorgánica del Instituto de Tecnología de Massachusetts en 1949. Trabajó en la investigación industrial antes de incorporarse a la facultad de la Universidad de Buffalo en 1957. Su investigación se ocupa de química inorgánica nuclear, estudios físico-químicos de intercambio iónico, y los sistemas de polielectrolito y electrolitos. A fines de 1960 cuando la universidad requiere la facultad para firmar un juramento de lealtad a los Estados Unidos, se negó Marinsky, llamándola una violación de las libertades civiles, una posición que ha causado algunos otros miembros de la facultad de perder sus puestos de trabajo. Se retiró en 1988, convirtiéndose en un profesor emérito.
En los años 1960 Marinsky fue un becario Fulbright de Investigación en el Instituto Weizmann de Ciencias en Israel. En 1990, recibió el Premio Clifford Furnas Memorial de la Universidad de Buffalo, otorgado a los graduados cuyos logros científicos trajo prestigio a la universidad.
Marinsky murió el 1 de septiembre de 2005, de mieloma múltiple. Fue enterrado en el cementerio Pine Hill en Buffalo. Él estaba casado con Ruth Slick. Eran los padres de cuatro hijas.